# Glee: The Music, The Power of Madonna
Glee: The Music, The Power of Madonna es el primer EP del elenco de la serie de televisión musical estadounidense Glee. El disco contiene ocho canciones que se interpretaron durante «The Power of Madonna», un episodio de la primera temporada hecho en homenaje a la cantante estadounidense Madonna. En 2009, la intérprete concedió los derechos de autor de su catálogo musical para la grabación de las versiones contenidas en el EP.
Después de su lanzamiento, el EP recibió críticas mayoritariamente positivas, que citan con frecuencia la versión del tema «Like a Prayer». El EP debutó en el número uno del Billboard 200, con 98 000 copias vendidas en su primera semana en Estados Unidos, el mayor número de ventas para una banda sonora de Glee. También alcanzó el primer puesto del Canadian Albums Chart e ingresó en los Top 10 de Australia, Irlanda y el Reino Unido. Todas las canciones de Glee: The Music, The Power of Madonna se lanzaron como sencillos digitales. La edición de iTunes del álbum incluye la canción «Burning Up» como un sencillo promocional disponible solo para Estados Unidos y el Reino Unido. La reedición de «Like a Prayer» alcanzó los puestos más altos en Estados Unidos, llegando al número 27 en el Billboard Hot 100  vendiendo 87 000 copias.

## Antecedentes

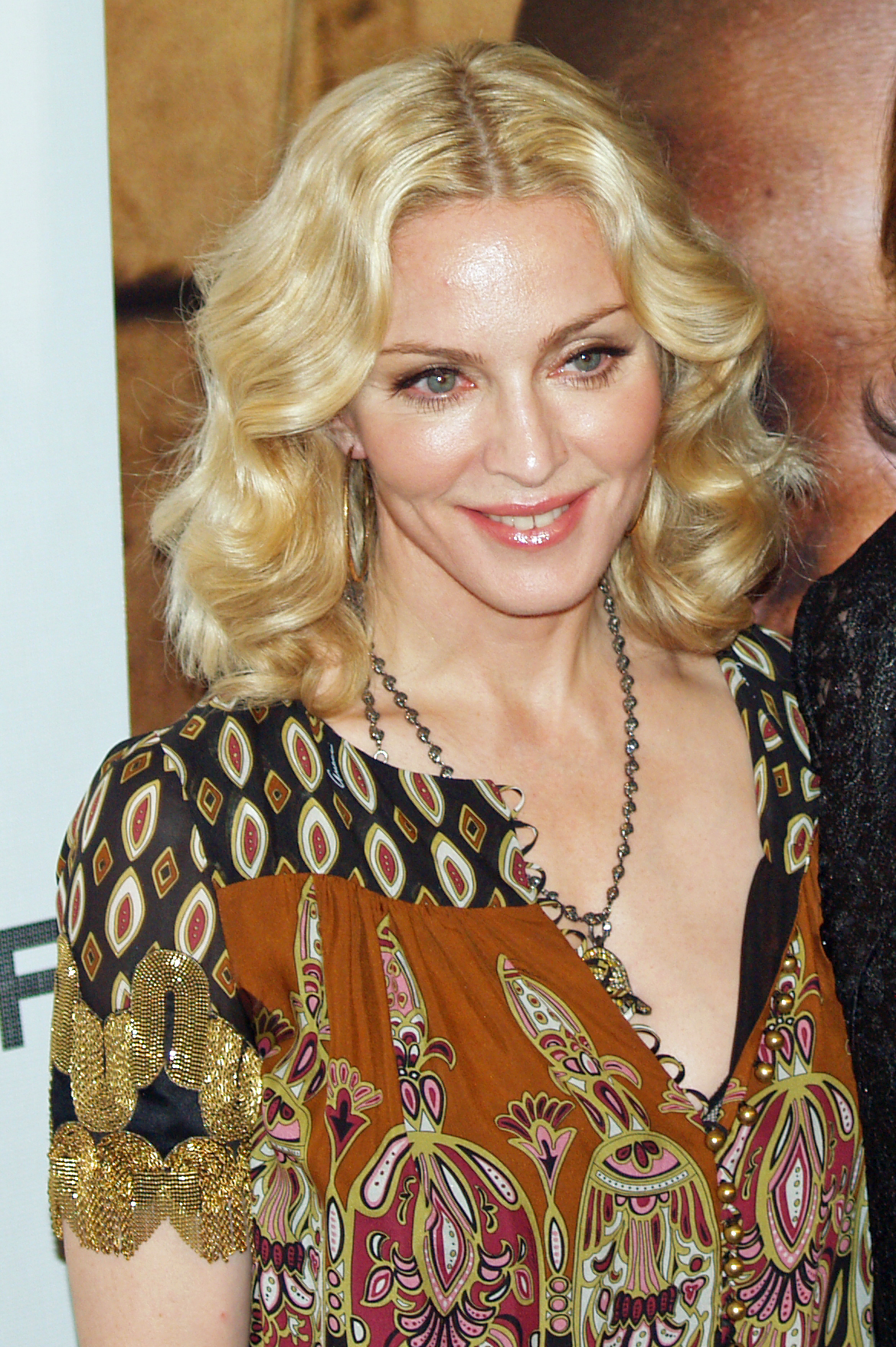
Madonna quien concedió a Glee los derechos de sus canciones.

En 2009, Madonna concedió a la serie Glee los derechos de su catálogo completo de música, por lo que los productores dejaron previsto un episodio que contaría con sus canciones en forma exclusiva. El creador de la serie, Ryan Murphy, expresó el deseo de producir un homenaje al estilo de Glee para ella. Durante el episodio el personaje de ficción Will Schuester, interpretado por el actor Matthew Morrison, les asignó a los chicos del club Glee cantar canciones de Madonna, al notar los malos tratos que estos les dieron a las mujeres del club. Él quería que todas ellas se beneficiaran de los mensajes de autoestima que Madonna entrega en temas como «Express Yourself», «Like a Prayer», «Like a Virgin» y «4 Minutes».
Glee: The Music, The Power of Madonna contiene grabaciones de estudio de las canciones interpretadas en el episodio y se puso a la venta el 20 de abril de 2010. Su lista de canciones incluye «Express Yourself», una mezcla de «Borderline» y «Open Your Heart», «Vogue», «Like a Virgin», «4 Minutes», «What It Feels Like for a Girl», y «Like a Prayer». La edición de iTunes del álbum incluye la canción «Burning Up» como un sencillo promocional, la cual no se interpretó durante el episodio. Aunque no fueron interpretadas por el elenco de la serie, las canciones de Madonna, «Ray of Light», «Burning Up», «Justify My Love», y «Frozen» también fueron utilizadas como pistas de audio durante el episodio.

## Recepción

### Respuesta crítica
| Definitivamente apruebo el episodio y el álbum, ya que me resultaron tan brillantes en todos los niveles, lo mejor que vi en ellos, fue el mensaje de igualdad de géneros, que se renovó con las interpretaciones de mis canciones «Vogue» y «Express Yourself». Aprecio totalmente las capas de ironía que contienen, sobre todo por la versión de «What It Feels Like For A Girl» interpretada por «hombres». — Madonna entregando su opinión sobre el álbum en una entrevista para la revista Us Weekly. |

En general, el álbum ha recibido reseñas positivas por parte de los críticos. Fraser McAlpine de la BBC escribió: «En el mejor de los casos, se trata de un cariñoso homenaje; en el peor, es como los imitadores del pop vuelven a tocar música en tiendas para evitar el pago de los derechos de autor. Son esencialmente las copias de los originales, los temas dependen del contexto de la serie para tener sentido». Andrew Leahey de Allmusic le dio al disco 3.5 de 5 estrellas, escribiendo: «Es una versión corta, pero tiene su fundamento en los dos álbumes que le precedieron, porque el material es muy compatible con la exposición que recibe en la serie de televisión. La música de Madonna siempre ha prosperado en el drama y se presta bien al teatro y enfoque de Glee, que tiende a llevar a cabo incluso las más graves de las canciones». Nick Levine de Digital Spy le dio al disco 4 de 5 estrellas, alabando la reelaboración imaginativa de «What It Feels Like for a Girl», y dijo: «El tratamiento de Glee anima a los adimaradores del pop joven a invertir en la reciente colección de grandes éxitos de Madonna, esto solo puede ser visto como algo bueno. Y para aquellos que lo conocen, saben que los miembros de este elenco completamente agradable generaron una versión de «Like a Virgin» tan alegre, bueno, es casi como escucharla por primera vez».
Sahar Ghosh del diario Seattle Post-Intelligencer consideró que las mejores canciones del EP son «What It Feels Like for a Girl» y «Like a Prayer», diciendo que: «Las letras que Madonna cantó en 2001 (por «What It Feels Like for a Girl») suenan (por desgracia) auténticas hoy en día, pero adquieren una intensidad nueva, ya que son cantadas por los miembros de Glee»; argumentó que la canción con el mejor rendimiento del disco es «Like a Prayer», gracias al talento de las voces del elenco de Glee, las cuales se respaldaron por un coro completo y con maestría llevaron las letras musicales a mayores alturas. Mikael Wood de la revista Entertainment Weekly le dio una calificación «A», y luego explicó: «Sue (Jane Lynch) tuvo una actuación hilarante al morderse el labio en "Vogue", y los varones de Glee dieron una sorprendente versión de "What It Feels Like for a Girl" y "Borderline" de esto se darán cuenta abriendo su corazón». David Hiltbrand del diario Star Tribune dio una evaluación negativa al EP diciendo que: «Las cosas van cuesta abajo tan pronto como Jane Lynch inicia la parte hablada de la nueva versión de "Vogue"», posteriormente argumentó: «En el momento en que escuche "Like a Virgin" y "4 Minutes", noté que el sonido de las canciones suena sobreproducido y melodramático». Bill Lamb de About.com demostró estar impresionado al darle al EP 4 de 5 estrellas, posteriormente dijo que las versiones de «Express Yourself» y «Vogue» suenan principalmente como «karaoke razonablemente bien ejecutado, que la re-conceptualización de "Like a Virgin" como un dúo, profundizó el hecho de que nos hace sentir en un lugar único desde que fue grabada originalmente por Madonna».

### Rendimiento comercial
En su primera semana de lanzamiento en los Estados Unidos, Glee: The Music, The Power of Madonna alcanzó el número uno en la Billboard 200, con 98 000 copias vendidas. Fue el primer álbum del reparto de Glee que debutó en lo más alto de esta lista y primer álbum compuesto totalmente por versiones de canciones de un solo artista que alcanzó esta posición desde la banda sonora de la película Mamma Mia!, que se mantuvo en ella durante una semana en agosto de 2008.
Según el sitio de Internet Nielsen SoundScan, el 75% de las ventas se debieron a descargas digitales de tiendas en línea, lo que le permitió a Glee: The Music, The Power of Madonna entrar en las listas Top Digital y Top Soundtrack album of the week. El lanzamiento del EP también tuvo su impacto en la discografía de la propia Madonna. Su álbum de grandes éxitos Celebration logró reingresar en la lista Billboard 200 en el número 86 con ventas de 6 000 copias (un 219% de aumento). La totalidad de sus álbumes vio un aumento de ventas del 44%, vendiendo 17 000 copias durante una semana. Su recuento digital de descargas también aumentó con un total de 108 000 ventas, hasta un 169% más en comparación con la semana anterior (40 000 ventas). Sus dos canciones más vendidas de la semana fueron «4 Minutes» y «Like a Prayer», con ventas de aproximadamente 12 000 copias y un aumento de ganancias del 183 y el 267%, respectivamente.
En Canadá, el álbum debutó en el primer puesto de la lista Canadian Albums Chart, gracias a la venta de 23 000 copias, según Nielsen SoundScan. En Australia, el EP debutó en el número 14 del Australian Albums Chart, después de dos semanas alcanzó el número 10, y estuvo presente un total de siete semanas en la lista. En la región belga de Valonia y en los Países Bajos, el EP alcanzó el nivel más bajo de las listas de éxitos al situarse en el número 97. Tuvo más éxito en México, donde debutó en el número 47 de la tabla Top 100 México, y alcanzó el número 34 durante la semana siguiente, permaneciendo en la lista por un total de ocho semanas. Después de su lanzamiento en el Reino Unido, Glee: The Music, The Power of Madonna entró en la lista UK Albums Chart en el puesto número 4; sin embargo, su popularidad disminuyó durante las semanas siguientes y estuvo presente en la lista durante un total de ocho semanas. En Irlanda, el EP debutó en el número 22 de la Irish Albums Chart y la semana siguiente alcanzó su máxima posición en el número cinco.

## Sencillos
Todas las canciones del EP, fueron lanzadas en formato de descarga digital. La versión Glee de «Like a Prayer» se convirtió en la canción más vendida de la serie, vendiendo 87 000 copias en descargas digitales, lo que le permitió entrar en la lista Hot Digital Songs en el puesto número 27. En consecuencia, también alcanzó el número 27 en el Billboard Hot 100. «Like a Prayer» llegó al lugar número 27 en Australia, y en el Canadian Hot 100, también tuvo éxito en Reino Unido, donde alcanzó el puesto número 16 en la lista UK Singles Chart, en el cual estuvo presente durante cuatro semanas. Las canciones «4 Minutes», «Like a Virgin» y «Borderline/Open Your Heart» también entraron en la UK Singles Chart, llegando a los puestos 42, 58 y 66 respectivamente.

## Lista de canciones
| N.º   | Título                               | Escritor(es)                                           | Artista original(es)                      | Duración |  |
| 1.    | «Express Yourself»                   | Madonna, Stephen Bray                                  | Madonna                                   | 4:01     |  |
| 2.    | «Borderline / Open Your Heart»       | Reggie Lucas / Madonna, Gardner Cole, Peter Rafelson   | Madonna                                   | 2:18     |  |
| 3.    | «Vogue»                              | Madonna, Shep Pettibone                                | Madonna                                   | 5:15     |  |
| 4.    | «Like a Virgin» (con Jonathan Groff) | Billy Steinberg, Tom Kelly                             | Madonna                                   | 3:17     |  |
| 5.    | «4 Minutes»                          | Madonna, Timbaland, Justin Timberlake, Nathaniel Hills | Madonna con Justin Timberlake y Timbaland | 3:11     |  |
| 6.    | «What It Feels Like for a Girl»      | Madonna, Guy Sigsworth, David Torn                     | Madonna                                   | 4:32     |  |
| 7.    | «Like a Prayer» (con Jonathan Groff) | Madonna, Patrick Leonard                               | Madonna                                   | 5:22     |  |
| 27:16 |                                      |                                                        |                                           |          |  |

| iTunes bonus track § |                                   |                      |          |  |
| N.º                  | Título                            | Artista original(es) | Duración |  |
| 8.                   | «Burning Up» (con Jonathan Groff) | Madonna              | 3:06     |  |

§ La edición de iTunes incluye el sencillo promocional solo para descarga en Estados Unidos y Reino Unido.

## Créditos y personal

### Créditos de presentación
- Voz: Dianna Agron, Chris Colfer, Jonathan Groff, Jane Lynch, Jayma Mays, Kevin McHale, Lea Michele, Cory Monteith, Amber Riley, Naya Rivera, Mark Salling, Jenna Ushkowitz.
- Productores ejecutivos: Brad Falchuk, Dante Di Loreto.
- Productores: Adam Anders, Peer Åström, Dante DiLoreto, Brad Falchuk, Ryan Murphy.
- Mezcla: Peer Åström.
- Compositores: Stephen Bray, Madonna Ciccone, Gardner Cole, Floyd Nathaniel Hills, Tom Kelly, Patrick Leonard, Reginald Grant Lucas, Timothy Mosley, Shep Pettibone, Peter Radelson, Guy Sigsworth, Billy Steinberg, Justin Timberlake, David Torn.

### Créditos técnicos
- Ingenieros: Adam Anders, Peer Åström, Ryan Peterson.
- Arreglos vocales: Adam Anders, Tim Davis.
- Contratista vocal: Tim Davis.
- Masterización: Dominick Maita.

### Crédito en carátula
- Dirección artística: Dave Bett, Maria Paula Marulanda.
- Diseño: David Bett, Maria Paula Marulanda
- Fotografía: Michael Lavine.

Fuente: Allmusic.

## Posicionamiento en listas
| Australia      | Australian Albums Chart  | 10 |
| Bélgica        | Ultratop                 | 97 |
| Canadá         | Canadian Albums Chart    | 1  |
| Estados Unidos | Billboard 200            | 1  |
| Estados Unidos | Top Álbum Bandas Sonoras | 1  |
| Irlanda        | Irish Albums Chart       | 5  |
| México         | Top 100 México           | 34 |
| Países Bajos   | Dutch Albums Chart       | 93 |
| Reino Unido    | UK Albums Chart          | 4  |

| Estados Unidos | Billboard 200         | 146 |
| Estados Unidos | Billboard Soundtracks | 13  |

| Predecesor: My World 2.0 de Justin Bieber | Billboard 200 EE. UU.— álbum número uno 8 de mayo de 2010  | Sucesor: B.o.B Presents: The Adventures of Bobby Ray de B.o.B |
| Predecesor: My World 2.0 de Justin Bieber | Canadian Albums Chart — álbum número uno 8 de mayo de 2010 | Sucesor: Iron Man 2 de AC/DC                                  |

## Lanzamiento
| País           | Lanzamiento         |
| -------------- | ------------------- |
| Canadá         | 20 de abril de 2010 |
| Irlanda        | 20 de abril de 2010 |
| Estados Unidos | 20 de abril de 2010 |
| Australia      | 23 de abril de 2010 |
| Reino Unido    | 26 de abril de 2010 |
| Taiwán         | 20 de mayo de 2010  |
| Japón          | 8 de junio de 2010  |
| Brasil         | 3 de agosto de 2010 |
| Alemania       | 8 de abril de 2011  |
| Polonia        | 13 de mayo de 2011  |